# 焔の女 (1941年の映画)
『焔の女』（ほのおのおんな、原題・The Flame of New Orleans）は、1941年に製作・公開されたアメリカ合衆国のロマンティック・コメディ映画である。第二次世界大戦開戦後渡米したルネ・クレールが監督、マレーネ・ディートリヒとブルース・キャボットなどが出演した。1840年代のニューオーリンズを舞台としている。

## キャスト
- クレール・ルドゥー：マレーネ・ディートリヒ
- ロベール・ラトゥール：ブルース・キャボット
- シャルル・ジロー：ローランド・ヤング
- ゾロトフ：ミシャ・オウア
- ジローの妹：アン・リヴィア

## スタッフ
- 製作：ルネ・クレール、ジョー・パスターナク
- 脚本：ノーマン・クラスナー
- 音楽：フランク・スキナー
- 撮影：ルドルフ・マテ
- 美術：ジャック・オターソン
- 装置：ラッセル・A・ガウスマン
- 衣裳：ルネ・ユベール

## アカデミー賞候補
- 室内装置賞（白黒）：ジャック・オターソン、ラッセル・A・ガウスマン、マーティン・オブジナ

## 評価
小津安二郎は1947年の座談会で「フランスの監督がアメリカで作ると、やはりテンポが違うのです」と指摘しつつ、本作について「クレールの意図はわかるのですが、クレールのテンポよりアメリカの俳優のテンポが全体に早くちぐはぐなものになってクレールの意図したユーモアにならなかった様でした。どこか絹ごしの味といった様なところが欠けていました」と評している。